# Paruszowiec
Paruszowiec – część miasta Rybnika, położona w rejonie ulicy Karłowicza, na północny wschód od centrum Rybnika. 